# Startpistol

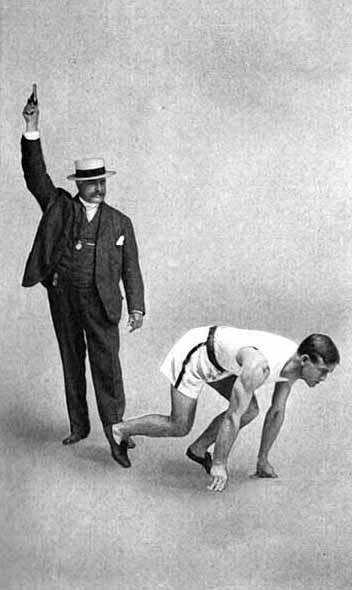
W.H. Lipinger med startpistol och olympiske mästaren Archie Hahn, Olympiska spelen 1904.

En startpistol är en pistol eller revolver avsedd för att ge startsignal i form av en knall.
Vanligast är startpistoler för 6 mm ollonskott. Det finns även kraftigare startpistoler avsedda för 9 mm kammarpatroner. Samtliga dessa kräver vapenlicens och har lika stränga förvaringskrav som riktiga vapen. Därför är de ovanliga. Man har även funnit att alltför kraftig knall skrämmer de tävlande vilket ger dåliga resultat. En modern startpistol är sammankopplad med tidtagaruret, så att tidtagningen startas samtidigt med startsignalen.
På större mästerskap brukar man vidarebefordra ljudet från startpistolen till en högtalare bakom varje tävlande, detta för att inte den som startar närmast ska ha fördel av den tid det tar för ljudet att nå örat på de tävlande, samt för att sluttiderna inte ska bli beroende av var personen med startpistolen är placerad. Vid normal ljudhastighet tar det ungefär en hundradels sekund för ljudet att färdas tre meter, vilket kan vara avgörande både de tävlande emellan och vad gäller rekordtider.